# Bouton j'aime
Pour les articles homonymes, voir Like.
Le bouton j'aime (en anglais : like button) est un bouton utilisé dans les réseaux sociaux, les forums informatiques, les sites web et les blogues pour permettre à un utilisateur d'indiquer qu'il aime ou supporte un contenu.
Les services Internet qui proposent des boutons j'aime affichent généralement le nombre d'utilisateurs qui ont aimé le contenu proposé et peuvent afficher une liste complète ou partielle des utilisateurs qui ont cliqué sur le bouton. Il s'agit d'une alternative quantitative aux autres méthodes d'expression de la réaction au contenu, comme l'écriture d'un commentaire.
Certains sites web incluent également un bouton je n'aime pas, de sorte que l'utilisateur puisse voter contre un contenu. D'autres sites proposent des systèmes de vote plus complexes, par exemple en permettant à l'utilisateur de donner au contenu proposé un nombre d'étoiles allant de 1 à 5.
Il s'agit d'une forme de métrique initialement conçue comme une métrique de confiance et un outil de motivation pour l'utilisation de plusieurs réseaux sociaux, mais qui s'est avérée intrinsèquement biaisée. À partir du printemps 2019, de grandes plateformes de réseaux sociaux testent ou songent à tester l'invisibilisation du compteur de j'aime.

## Implémentations

### FriendFeed
Le bouton j'aime a été implanté pour la première fois sur le site FriendFeed le 30 octobre 2007, et il a été popularisé au sein de cette communauté. Plus tard, la fonctionnalité a été intégrée à Facebook avant que FriendFeed ne soit acquis par Facebook le 10 août 2009.

### Facebook

Bouton j'aime de Facebook.

Le bouton j'aime de Facebook est représenté par une main fermée avec un pouce levé.
À l'origine, Facebook avait pensé afficher une étoile ou un signe plus, et pendant le développement, la fonctionnalité était appelée awesome (génial) plutôt que like (j'aime). La fonctionnalité a été introduite le 9 février 2009.

### YouTube
En 2010, dans le cadre d'une refonte de son service, YouTube est passé d'un système de notation basé sur des étoiles aux boutons j'aime et je n'aime pas. Dans le système précédent, les utilisateurs pouvaient évaluer les vidéos sur une échelle de 1 à 5 étoiles. Le personnel de YouTube a indiqué que cette modification reflétait l'utilisation commune du système d'évaluation, car les classifications 2, 3 et 4 étoiles étaient peu utilisées,.
En 2012, YouTube a expérimenté brièvement le remplacement des boutons j'aime et je n'aime pas par un bouton Google+ +1.

### Google+
L'ancien réseau social de Google, Google+, comportait un bouton similaire appelé +1. Ce bouton avait été introduit en juin 2011. En août 2011, le bouton +1 avait été remplacé par une icône de partage.

### Instagram
Instagram a un bouton j'aime. C'est un cœur semblable à ceux de Twitter, Tumblr, TikTok et VKontakte. Sur l'application mobile, le double toucher d'une photo est équivalent au bouton j'aime.[réf. nécessaire]

### Twitter
Parallèlement aux retweets, les utilisateurs de Twitter peuvent indiquer que certains messages sont parmi leurs messages favoris au moyen d'une icône en forme d'étoile d'or. En novembre 2015, pour réduire la confusion des utilisateurs et s'aligner sur les autres réseaux sociaux, la fonction favori a été renommée j'aime, et son bouton a été changé d'une étoile à un cœur.

### Strava
Strava, l'application de suivi GPS populaire pour le cyclisme et la course à pied, a un bouton nommé kudos qui permet aux utilisateurs d'aimer les activités des autres athlètes.

## Débats
Le bouton j'aime est une forme de métrique construite par les utilisateurs, rapidement devenue le principal moteur des interactions sur le réseau social de Mark Zuckerberg. Mais ce facteur de motivation s'est traduit par une « course au j'aime », artificielle et parfois obsessionnelle. On reproche alors au « compteur qui rend fou » d'influencer les contenus (raccourci trompeur ou simpliste) et d'aussi encourager l'égo, le narcissisme et la vanité[réf. souhaitée]. Le nombre de « j'aime » apparaît comme une information quantitative et de plus en plus biaisée, ce qui lui a fait perdre tout son intérêt qualitatif.  
En 2019, Instagram teste dans plusieurs pays (au Canada et au Brésil notamment) la dissimulation des compteurs de « j'aime » sous chaque publication, au profit d'un nouvel outil. Ce nouvel outil permet de voir qui a réagi à un post, sans présenter le nombre de « j'aime ». Comme sur Instagram, le nombre de « j'aime » resterait néanmoins accessible à l’auteur du post.

## Aspects juridiques
La Cour européenne de justice, saisie par un tribunal allemand sur la base de la directive européenne de 1995 sur la protection des données antérieure au RGPD, a estimé que « le gestionnaire d’un site internet équipé du bouton j’aime de Facebook peut être conjointement responsable, avec Facebook, de la collecte et de la transmission à Facebook des données à caractère personnel des visiteurs de son site ».